# Hiperber
Hiperber és una cadena valenciana de supermercats amb la seu central ubicada a la ciutat d'Elx. Les superfícies dels supermercats varien entre els 600 i els 2.500 metres quadrats.
La primera superfície amb la marca Hiperber es va obrir a Petrer l'any 1992 i comptava amb una superfície de 3.500 metres quadrats. El 1994 es va produir la compra de l'edifici de 2.500 metres quadrats que aleshores ocupava una de les cadenes de supermercats més grans de l'època, Simago. L'adquisició d'aquest espai va suposar un salt notable en l'estratègia comercial de l'empresa. Amb l'arribada del segle xxi, la imatge de supermercats Hiperber es va consolidar al sector de l'alimentació i el 2000 es va canviar la imatge de la marca, fent-la més clara i senzilla. Des de llavors, la firma ha mantingut un creixement estable que s'ha traduït en més de 70 establiments comercials a les demarcacions d'Alacant i València.